# Пусть трупы загорают
Пусть трупы загорают (фр. Laissez bronzer les cadavres) — бельгийско-французский фильм-триллер 2017 года, поставленный режиссерами Элен Катте и Бруно Форцани по одноименному произведению Жан-Патрика Маншетта и Жан-Пьера Бастида. Мировая премьера ленты состоялась 4 августа 2017 года на Международном кинофестивале в Локарно. В 2019 году фильм был выдвинут в 8 номинациях на соискание бельгийской национальной кинопремии «Магритт» за 2018 год.

## Сюжет
В старом замке на Лазурном берегу обосновалась компания грабителей. Однажды похитив 250 килограммов золота и скрываясь в автомобиле, по дороге они подбирают двух женщин и мальчика. Оказывается, что одна из них — жена писателя, живущая в тех самых руинах. А когда до них все же наведывается полиция, начинается затяжная перестрелка, живыми из которой выберутся не все.

## В ролях
- Элина Лёвенсон — Люси
- Мэрилин Джесс — женщина-полицейский